# Statlig utredning
En statlig utredning är en utredning i Sverige inom staten som tillsätts av regeringen och som kan utgöra det första steget i lagstiftningsprocessen. Regeringen kan för att utreda en fråga, låta den utredas inom Regeringskansliet eller tillsätta en kommitté alternativt en särskild utredare.
Departementsutredningars slutsatser och förslag till regeringen lämnas i form av ett betänkande eller promemoria som publiceras i Departementsserien (Ds).
Om regeringen beslutar att tillsätta en utredning regleras omfattningen och arbetet i ett kommittédirektiv. En allmän reglering av samtliga utredningars arbete finns i Kommittéförordningen (SFS 1998:1474). En utredning som består av flera personer kallas för kommitté medan en ensam utredare kallas för särskild utredare. Ofta består kommittén av representanter för de politiska partierna i Sveriges riksdag. Till utredningen kan det också kopplas experter tillsatta av regeringen. Dessa kan ofta vara sakkunniga personer som arbetar vid olika departement eller myndigheter. Utredningen presenterar när den är klar sina förslag genom rapporter som kallas för betänkanden som publiceras i serien SOU (Statens offentliga utredningar).
Innan regeringen tar ställning till ett utredningsförslag skickas det på remiss till berörda myndigheter, organisationer och allmänheten. Om en stor del av remissinstanserna är negativa till de förslag som presenteras kan beslutet bli att inte gå vidare i frågan, eller att försöka finna andra lösningar än dem utredningen föreslår.
Kommittéformen används även för andra syften än rena utredningar. När Statskontoret 2019 undersökte förekomsten av otraditionella kommittéer fann man att var sjunde kommitté var ”otraditionell”. Fyra typer av otraditionella kommittér kunde identifieras: främjande, stödjande och pådrivande kommittéer, forum och råd, varaktiga analyskommittéer samt kommittéer med förvaltningsuppdrag. Skälen till att organisera denna typ av arbete som en utredning är ofta att det ger större flexibilitet än en myndighet, men ändå liknande självständighet.